# Saltiere

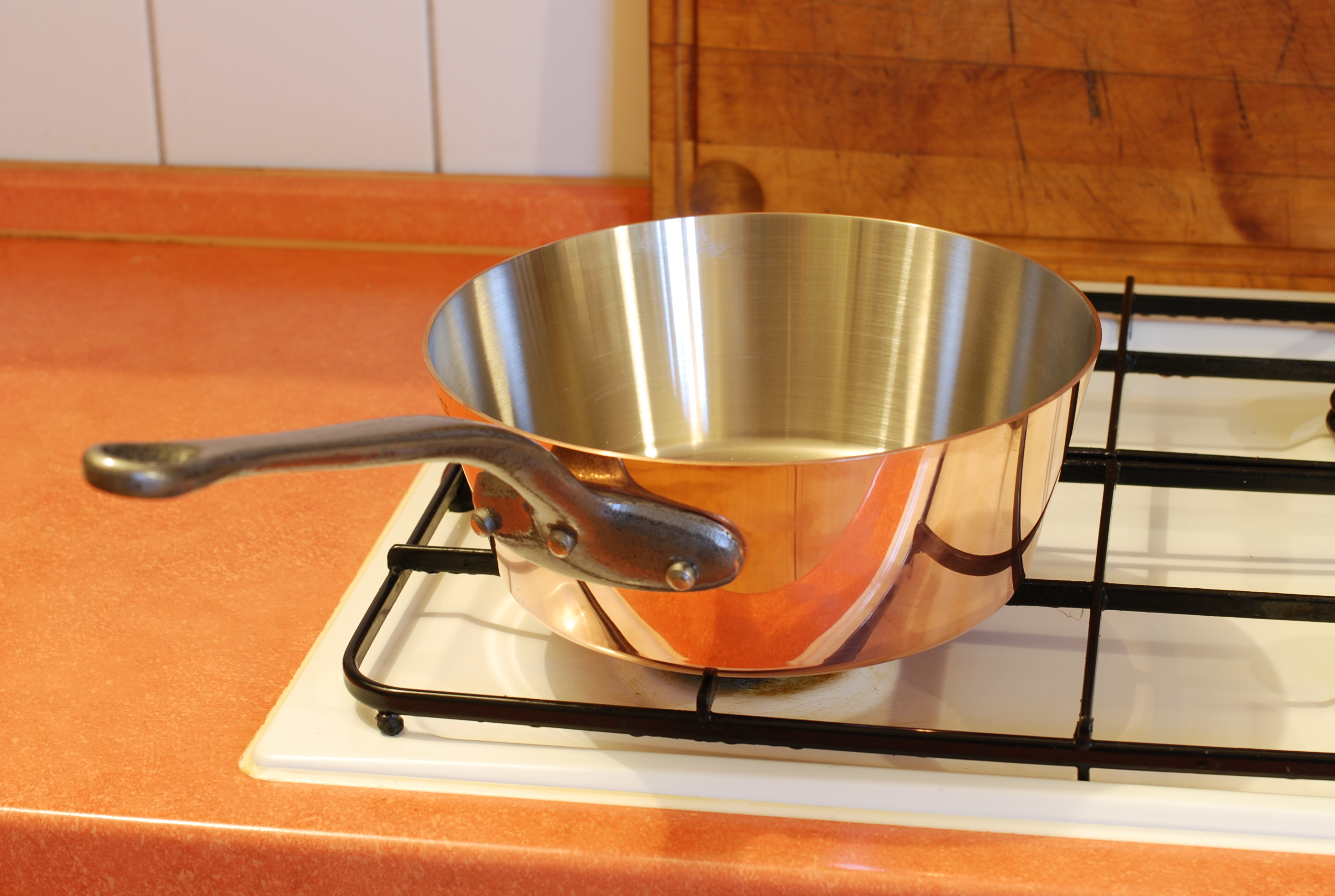
Saltiere svasato in rame.

Un saltiere (in francese sautoir) è una pentola con bordi bassi e fondo spesso, particolarmente adatta per la cottura di vivande «saltate». Si tratta sostanzialmente di una via di mezzo tra una padella e una casseruola. In Francia si distingue tra sauteuse («saltiera»), che ha i bordi più svasati, e sautoir che ha invece i bordi dritti.
Il saltiere di solito è fatto in acciaio inossidabile, alluminio o più recentemente in ceramica e titanio o in rame.